# Klosterberg
Der Klosterberg ist eine Großlage im rheinland-pfälzischen Weinbaugebiet Ahr. Er ist zugleich größte und einzige Großlage des gesamten Weinbaugebiets.

## Einzellagen
Die Großlage Klosterberg zählt zum Bereich Walporzheim/Ahrtal und besteht aus folgenden Einzellagen:
| - Kapellenberg                                                          | - Landskrone                                                     | - Landskrone - Burggarten                                                      | - Burggarten - Berg                                                      |
| - Sonnenberg - Schieferley - Kirchtürmchen                              | - Karlskopf - Sonnenschein - Steinkaul                           | - Daubhaus - Forstberg - Rosenthal - Silberberg - Riegelfeld - Ursulinengarten | - Himmelchen - Kräuterberg - Gärkammer - Alte Lay - Pfaffenberg - Domlay |
| - Rosenberg - Jesuitengarten - Trotzenberg - Klostergarten - Stiftsberg | - Hardtberg - Pfarrwingert - Schieferlay - Burggarten - Goldkaul | - Hardtberg - Blume - Herrenberg                                               | - Mönchberg - Burgberg - Laacherberg                                     |
| - Eck - Übigberg                                                        | - Eck                                                            | - Übigberg                                                                     | - Übigberg                                                               |